# Kanton Le Châtelard
Der Kanton Le Châtelard war von 1860 bis 2015 ein französischer Wahlkreis im Département Savoie. Er umfasste 14 Gemeinden und hatte seinen Hauptort in Le Châtelard.

## Gemeinden
Der Kanton bestand aus vierzehn Gemeinden:
| Gemeinde                | Einwohner Jahr | Fläche km² | Bevölkerungsdichte | Code INSEE | Postleitzahl |
| ----------------------- | -------------- | ---------- | ------------------ | ---------- | ------------ |
| Aillon-le-Jeune         | 437 (2013)     | 34,09      | 13 Einw./km²       | 73004      | 73340        |
| Aillon-le-Vieux         | 174 (2013)     | 21,63      | 8 Einw./km²        | 73005      | 73340        |
| Arith                   | 414 (2013)     | 24,27      | 17 Einw./km²       | 73020      | 73340        |
| Bellecombe-en-Bauges    | 655 (2013)     | 22,89      | 29 Einw./km²       | 73036      | 73340        |
| Le Châtelard            | 660 (2013)     | 18         | 36 Einw./km²       | 73081      | 73630        |
| La Compôte              | 243 (2013)     | 7,57       | 32 Einw./km²       | 73090      | 73630        |
| Doucy-en-Bauges         | 96 (2013)      | 12,65      | 8 Einw./km²        | 73101      | 73630        |
| École                   | 277 (2013)     | 29,65      | 9 Einw./km²        | 73106      | 73630        |
| Jarsy                   | 280 (2013)     | 32,68      | 9 Einw./km²        | 73139      | 73630        |
| Lescheraines            | 745 (2013)     | 8,17       | 91 Einw./km²       | 73146      | 73340        |
| La Motte-en-Bauges      | 463 (2013)     | 9,96       | 46 Einw./km²       | 73178      | 73340        |
| Le Noyer                | 211 (2013)     | 12,3       | 17 Einw./km²       | 73192      | 73340        |
| Saint-François-de-Sales | 156 (2013)     | 14,44      | 11 Einw./km²       | 73234      | 73340        |
| Sainte-Reine            | 153 (2013)     | 14,62      | 10 Einw./km²       | 73277      | 73630        |